# 필리핀의 부통령
필리핀 공화국의 부통령(타갈로그어: Pangalawang Pangulo ng Pilipinas)은 필리핀 헌법에 의해 대통령의 사퇴 또는 사망할 경우 대통령 자리를 승계하게 되는 직책이다. 현재 필리핀의 부통령은 사라 두테르테이다.

## 역대 부통령 목록
아래는 필리핀의 부통령 목록이다.
| 대                                               | 사진                                                        | 이름 (출생일-사망일)              | 임기                                | 정당                          | 선거        | 대통령                   |
| ------------------------------------------------ | ----------------------------------------------------------- | --------------------------------- | ----------------------------------- | ----------------------------- | ----------- | ------------------------ |
| 1                                                | Black and white photographic portrait of Sergio Osmeña      | 세르히오 오스메냐 (1878-1961)     | 1935년 11월 15일 ~ 1944년 8월 1일   | 국민당                        | 1935년 선거 | 마누엘 L. 케손           |
| 공석(1944년 8월 1일 ~ 1946년 5월 28일)           |                                                             |                                   |                                     |                               |             |                          |
| 2                                                | Black and white photographic portrait of Elpidio Quirino    | 엘피디오 키리노 (1890-1956)       | 1946년 5월 28일 ~ 1948년 4월 17일   | 자유당                        | 1946년 선거 | 마누엘 로하스            |
| 공석(1948년 4월 17일 ~ 1949년 12월 30일)         |                                                             |                                   |                                     |                               |             |                          |
| 3                                                | Black and white photographic portrait of Fernando Lopez     | 페르난도 로페스 (1904-1993)       | 1949년 12월 30일 ~ 1953년 12월 30일 | 자유당                        | 1949년 선거 | 엘피디오 키리노          |
| 3                                                | Black and white photographic portrait of Fernando Lopez     | 페르난도 로페스 (1904-1993)       | 1949년 12월 30일 ~ 1953년 12월 30일 | 민주당                        | 1949년 선거 | 엘피디오 키리노          |
| 4                                                | Black and white photographic portrait of Carlos P. Garcia   | 카를로스 P. 가르시아 (1896-1971)  | 1953년 12월 30일 ~ 1957년 3월 17일  | 국민당                        | 1953년 선거 | 라몬 막사이사이          |
| 공석(1957년 3월 17일 ~ 1957년 12월 30일)         |                                                             |                                   |                                     |                               |             |                          |
| 5                                                | Black and white photographic portrait of Diosdado Macapagal | 디오스다도 마카파갈 (1910-1997)   | 1957년 12월 30일 ~ 1961년 12월 30일 | 자유당                        | 1957년 선거 | 카를로스 P. 가르시아     |
| 6                                                | Black and white photographic portrait of Emmanuel Pelaez    | 엠마누엘 펠라에스 (1915-2003)     | 1961년 12월 30일 ~ 1965년 12월 30일 | 자유당                        | 1961년 선거 | 디오스다도 마카파갈      |
| 6                                                | Black and white photographic portrait of Emmanuel Pelaez    | 엠마누엘 펠라에스 (1915-2003)     | 1961년 12월 30일 ~ 1965년 12월 30일 | 국민당                        | 1961년 선거 | 디오스다도 마카파갈      |
| 7                                                | Black and white photographic portrait of Fernando Lopez     | 페르난도 로페스 (1904-1993)       | 1965년 12월 30일 ~ 1972년 9월 23일  | 국민당                        | 1965년 선거 | 페르디난드 마르코스      |
| 7                                                | Black and white photographic portrait of Fernando Lopez     | 페르난도 로페스 (1904-1993)       | 1965년 12월 30일 ~ 1972년 9월 23일  | 국민당                        | 1969년 선거 | 페르디난드 마르코스      |
| 부통령직 폐지(1972년 9월 23일 ~ 1984년 1월 23일) |                                                             |                                   |                                     |                               |             |                          |
| 공석(1984년 1월 23일 ~ 1986년 2월 25일)          |                                                             |                                   |                                     |                               |             |                          |
| 8                                                | Black and white photographic portrait of Salvador Laurel    | 살바도르 라우렐 (1928-2004)       | 1986년 2월 25일 ~ 1992년 6월 30일   | 통합국민민주기구              | 1986년 선거 | 코라손 아키노            |
| 8                                                | Black and white photographic portrait of Salvador Laurel    | 살바도르 라우렐 (1928-2004)       | 1986년 2월 25일 ~ 1992년 6월 30일   | 무소속                        | 1986년 선거 | 코라손 아키노            |
| 8                                                | Black and white photographic portrait of Salvador Laurel    | 살바도르 라우렐 (1928-2004)       | 1986년 2월 25일 ~ 1992년 6월 30일   | 국민당                        | 1986년 선거 | 코라손 아키노            |
| 9                                                | Photographic portrait of Joseph Estrada                     | 조셉 에스트라다 (1937- )          | 1992년 6월 30일 ~ 1998년 6월 30일   | 민족주의 국민연합             | 1992년 선거 | 피델 V. 라모스           |
| 9                                                | Photographic portrait of Joseph Estrada                     | 조셉 에스트라다 (1937- )          | 1992년 6월 30일 ~ 1998년 6월 30일   | 애국 필리핀 평민 저항당       | 1992년 선거 | 피델 V. 라모스           |
| 10                                               | Photographic portrait of Gloria Macapagal Arroyo            | 글로리아 마카파갈 아로요 (1947- ) | 1998년 6월 30일 ~ 2001년 1월 20일   | 국민의 힘-기독민주 국가연합당 | 1998년 선거 | 조셉 에스트라다          |
| 공석(2001년 1월 20일 ~ 2001년 2월 7일)           |                                                             |                                   |                                     |                               |             |                          |
| 11                                               | Photographic portrait of Teofisto Guingona Jr.              | 테오피스토 깅고나 2세 (1928- )    | 2001년 2월 7일 ~ 2004년 6월 30일    | 국민의 힘-기독민주 국가연합당 | -           | 글로리아 마카파갈 아로요 |
| 11                                               | Photographic portrait of Teofisto Guingona Jr.              | 테오피스토 깅고나 2세 (1928- )    | 2001년 2월 7일 ~ 2004년 6월 30일    | 무소속                        | -           | 글로리아 마카파갈 아로요 |
| 12                                               | Photographic portrait of Noli de Castro                     | 노리 데 카스트로 (1949- )         | 2004년 6월 30일 ~ 2010년 6월 30일   | 무소속                        | 2004년 선거 | 글로리아 마카파갈 아로요 |
| 13                                               | Photographic portrait of Jejomar Binay                      | 제조마 비나이 (1942- )            | 2010년 6월 30일 ~ 2016년 6월 30일   | 필리핀 민주당 - 인민의 힘     | 2010년 선거 | 베니그노 아키노 3세      |
| 13                                               | Photographic portrait of Jejomar Binay                      | 제조마 비나이 (1942- )            | 2010년 6월 30일 ~ 2016년 6월 30일   | 무소속                        | 2010년 선거 | 베니그노 아키노 3세      |
| 13                                               | Photographic portrait of Jejomar Binay                      | 제조마 비나이 (1942- )            | 2010년 6월 30일 ~ 2016년 6월 30일   | 연합국민동맹                  | 2010년 선거 | 베니그노 아키노 3세      |
| 14                                               | Photographic portrait of Leni Robredo                       | 레니 로브레도 (1965- )            | 2016년 6월 30일 ~ 2022년 6월 30일   | 자유당                        | 2016년 선거 | 로드리고 두테르테        |
| 15                                               | Photographic portrait of Sara Duterte                       | 사라 두테르테 (1978- )            | 2022년 6월 30일 ~ 현재              | 기독교인 무슬림 민주당        | 2022년 선거 | 봉봉 마르코스            |

## 같이 보기
- 필리핀
- 필리핀의 정치
- 필리핀의 대통령
- 필리핀의 대통령 목록